# Nico Brandenburger
Nico Brandenburger (* 17. Januar 1995 in Berlin) ist ein deutscher Fußballspieler.

## Karriere

### Vereine
Nach den Stationen BFC Preussen und Hertha BSC, wechselte Brandenburger zur U-19 von Borussia Mönchengladbach. Im Jahr 2013 rückte er erstmals in die zweite Mannschaft der Borussia und kam am 21. Februar 2013 beim 0:0 in der Regionalliga West gegen die Zweitvertretung von Fortuna Düsseldorf zum Einsatz. Insgesamt absolvierte er 86 Regionalliga-Spiele, wobei er acht Treffer erzielte. In der Spielzeit 2014/15 wurde er mit der Mannschaft Meister in der Regionalliga West, scheiterte jedoch in der Aufstiegsrunde zur 3. Liga an Werder Bremen II. Darüber hinaus stand Brandenburger einige Male im Bundesligakader von Borussia Mönchengladbach, kam dort jedoch nicht zum Einsatz.
In der Spielzeit 2015/16 wurde Brandenburger in die Schweiz an den FC Luzern ausgeliehen. Seinen einzigen Einsatz für die erste Mannschaft absolvierte er in der ersten Runde des Schweizer Cups gegen Servette FC Genève. Durch eine hartnäckige Verletzung in dieser Spielzeit, welche sich von September 2015 bis Juni 2016 zog, spielte er nur noch einige Male in der viertklassigen 1. Liga für die U-21 von Luzern.
Am 1. Juli 2017 wechselte er in die 3. Liga zu Fortuna Köln. Dort konnte er sich in den folgenden zwei Spielzeiten als Stammspieler durchsetzen. Nachdem die Fortuna am Ende der Saison 2018/2019 in die Regionalliga abstieg, schloss sich Brandenburger dem Drittligisten Preußen Münster an, bei dem er einen Zweijahresvertrag erhielt. Dort erhielt er in der folgenden Saison jedoch insbesondere in der Rückrunde nur noch relativ wenig Einsatzzeit. Nachdem der Verein nach Saisonende ebenfalls in die Regionalliga West abgestiegen war, verließ Brandenburger die Münsteraner im Sommer 2020 wieder und kehrte zu seinem ehemaligen Verein und künftigen Ligakonkurrenten Fortuna Köln zurück. In der folgenden Saison 2020/21 wurde er dort zunächst erneut Stammspieler, in der anschließenden Saison 2021/22 kam er verletzungsbedingt jedoch nur noch zu sechs Ligaeinsätzen.
Im Sommer 2022 schloss sich Brandenburger dem Regionalliga-Aufsteiger 1. FC Kaan-Marienborn an.

### Nationalmannschaft
Brandenburger spielte zwischen 2009 und 2015 in den U-Nationalmannschaften des DFB. Neben Einsätzen in zahlreichen Freundschaftsspielen, war er 2012 auch Teilnehmer an der U-17-Fußball-Europameisterschaft. Bei diesem Turnier absolvierte er alle Partien und scheiterte mit der U17 erst im Finale an der U17 der Niederlande.

## Erfolge
- Meister der Regionalliga West: 2015 mit Borussia Mönchengladbach II
- U17-Vize-Europameister: 2012